# Chrysochlamys pachypoda
Chrysochlamys pachypoda är en tvåhjärtbladig växtart som beskrevs av Jules Émile Planchon och Triana. Chrysochlamys pachypoda ingår i släktet Chrysochlamys och familjen Clusiaceae. Inga underarter finns listade i Catalogue of Life.